# Crnobuki
Crnobuki (makedonska: Црнобуки) är en ort i Nordmakedonien. Den ligger i den sydvästra delen av landet, 100 kilometer söder om huvudstaden Skopje. Crnobuki ligger 594 meter över havet och antalet invånare är 830.